# Neo framework
NEO é um framework web focado na produtividade. Seu desenvolvimento foi realizado para atender às necessidades dos programadores. Várias ideias foram utilizadas com o objetivo de facilitar a criação de sistemas.
O framework NEO foi criado por programadores para programadores.

## Prefácio
O crescimento do número de empresas que desenvolvem softwares vem crescendo acentuadamente. Como conseqüência, o prazo para conclusão da produção é um critério de escolha crítico na hora de optar qual empresa contratar. Além do prazo de entrega, outra variável que compõe este quadro de concorrência é o custo.
O NEO é um framework que possui seus códigos vísiveis e bem distribuídos. Sendo assim, podemos observar melhor seus relacionamentos e fluxos de mensagens internas. Este tipo de frameworké chamado de 'white-box'. Outro nome desta classificação é ‘inheritance-focused framework’. Observando seu significado, percebemos que os white-box frameworks são focados na herança. Concluímos, assim, que o NEO Framework possui recursos parametrizaveis com fluxos padronizados facilmente manipulados através de heranças e implementações.
A chave da facilidade que o NEO Framework oferece é baseada na pré-implementação de fluxos e comportamentos consagrados. Estes fluxos e comportamentos são facilmente parametrizáveis além de terem sido construídos em completas hierarquias de classes que se 'conhecem' e trocam mensagens harmonicamente. Sendo assim, devemos re-implementar apenas o que não segue o comportamento padrão proposto.
A natureza da arquitetura do NEO é o 'modelo 2' de desenvolvimento. Este é melhor denominado como Model View Controller (MVC). Isto significa que existe uma estrutura controladora de requisições que entrega um modelo de dados para que uma camada visual possa apresentar seus dados. Ou seja, o NEO, através da sustentação das classes controladoras (Controllers dirigidos por ações) entrega à camada visual (JSPs, componentes e templates) um modelo de dados (entidades JavaBeans) já processado pela camada de regras de negócio (services e DAOs).
Além destas facilidades do MVC, o NEO Framework possui alguns tipos de dados especiais, validações automáticas, recursos de autorização e autenticação, relatórios e outras ferramentas utilitárias que facilitam e otimizam operações consideradas repetitivas ou burocráticas.
O puro J2EE é poderoso e gratuito, porém, apesar de ter um grande tempo de vida, não é, por sí só, produtivo o suficiente. Logo, ao adotar o J2EE, uma empresa deverá utilizar algum recurso que aumente a velocidade com que os softwares serão confeccionados. Estes recursos são os frameworks.
Um framework se baseia em um pacote de bibliotecas interligadas com o fim de resolver algum problema. A arquitetura básica de um framework deve focar em um problema de forma ampla para que, assim, possa ser reutilizável em qualquer situação comum.
Deparando-se com padrões de comportamento e situações comuns ao longo do desenvolvimento de seus sistemas, a LinkCom, desenvolveu o NEO Framework.
PRINCIPAIS CARACTERÍSTICAS DO FRAMEWORK NEO

## Foco na produtividade
Este é o principal objetivo do framework NEO. O desenvolvedor, agora, tem em mãos uma excelente ferramenta para a construção de sistemas.

## Velocidade de desenvolvimento
Com novos conceitos, o framework NEO possibilita a realização de atividades de forma automática, com significante redução do tempo de criação da aplicação.

## Redução de etapas no desenvolvimento
O framework NEO reduz as etapas de construção de aplicativos. Etapas que antes eram declaradas ou programadas, são automatizadas pelo NEO. Ele detecta várias configurações de acordo com o que já foi escrito na aplicação.

## Uso de Annotations
O framework NEO permite ao desenvolvedor definir a configuração do sistema sem a utilização de XML, o que leva a uma considerável redução dos arquivos.

## Criação de telas com Templates
Com a utilização de um mini-framework de templates incluso no framework NEO, o desenvolvedor, cria JSPs com muito mais facilidade. Há um constante aproveitamento do código. Além de facilitar o desenvolvimento, os templates, ainda ajudam a padronizar o código e as telas.

## Soluções criadas por programadores para programadores
Todas as soluções descritas e muitas outras que você poderá conhecer ao trabalhar com o framework NEO são fruto da mente de desenvolvedores que encontravam sempre os mesmos obstáculos e repetições ao programarem.